# Linjesjöfart
Fartyg sysselsatta i linjesjöfart går mellan bestämda hamnar efter en bestämd tidtabell, och för oftast samma last. Motsatsen till linjesjöfart kallas trampsjöfart.
Andelen linjesjöfart har successivt ökat. Sedan 1960-talet har denna utveckling till stor del underlättats genom standardisering av lasterna, bland annat genom utnyttjande av containrar, och genom utnyttjande av specialbyggda fartygstyper. Vanliga fartygstyper i linjesjöfart är roro-fartyg och containerfartyg.